# キスした?SMAP
『キスした?SMAP』（きすした?スマップ、英語表記：KISS shita? SMAP）は、テレビ朝日系列ほかで放送されたSMAPのバラエティ番組である。制作局の朝日放送では1993年4月4日から1996年9月24日まで放送。SMAPの人気が急上昇してきた時期と重なったこともあり、番組は約3年半にわたって放送された。
また、本項では2004年の復活版『中居正広が今さら…キスした?SMAP』についても記述する。

## 出演者

### 司会
中居正広（SMAP）

### レギュラー
- SMAP（週替りで2・3人が出演）
  - 木村拓哉
  - 稲垣吾郎
  - 森且行[1]
  - 草彅剛
  - 香取慎吾
- KinKi Kids
  - 堂本光一
  - 堂本剛

### 準レギュラー
※太字は準司会
1993年4月 - 1994年9月
- 和泉修（当時：圭・修[3]）
- 遙洋子[4]
- 中田ボタン（カウス・ボタン）

1994年10月 - 1995年9月
- 円広志[5]
- 大竹まこと（シティボーイズ）
- コロッケ

1995年10月 - 1996年9月
- Bro.KORN（バブルガム・ブラザーズ）
- 柳沢慎吾
- 小林克也
- V6
  - 坂本昌行
  - 長野博
  - 井ノ原快彦
  - 森田剛
  - 三宅健
  - 岡田准一
- 関西ジャニーズJr.
  - 田中純弥（当時）
- ほか

### ナレーション
1995年10月 - 1996年9月
- 佐々木彰

関西ジャニーズJr.の挑戦コーナーVTRを担当。この後、同局で1996年4月 - 9月放送の『月刊カミセン(秘)特報』のメインナレーターに。

## 主なコーナー

### スマップ新喜劇
初期のコントコーナー。タイトルは勿論、『よしもと新喜劇』のパロディである。

### タイマン!!ジャッジ
同上。毎週数組の視聴者ゲストを呼び、不満や愚痴を言い合うコーナーであったが中居の出番があまり無かったようである。

### ラブラブ!!ジャッジ
同上。本コーナーは『タイマン!!-』のカップル版である。

### 告白寝間
中・末期のコーナー。寝間のパネルをバックにし、中居と香取とゲストが起立したまま布団をかけて愛の告白話をトークした。中居は復活版で「このコーナーはとてもやり辛かった」と語っている。

### ドラマ25時シリーズ
末期のコーナードラマ。出演者は中居とKinKi Kidsが出演しており、放送されたドラマは『買い物ブギー』や『AD物語』などがある。

## 中居正広が今さら…キスした?SMAP
『中居正広が今さら…キスした?SMAP』（なかいまさひろがいまさら - ）は、テレビ朝日で、2004年6月8日深夜（24:16 - 25:11）に『キスした?SMAP』の復活版として放送された。同番組では当時のレギュラー出演者が中居を大阪に呼び出すという設定で、レギュラー放送時代のコーナーのVTRなどが放送された。ただし、当日の新聞の番組欄には『中居正広がキススマ なんで今さら…』と表記された。収録は同年5月30日にABCホールで行われたが、制作はテレビ朝日が行った（後述）。

### 出演者
- 中居正広（SMAP、司会）
- 和泉修（初代準司会）
- 遥洋子（初代準レギュラー）
- 円広志（2代目準司会）

### ゲスト
- 桂ざこば
- 関口まい

### 放送されたコーナー
- タイマン!!ジャッジスペシャル
- 中居の失礼な言動集
- 下ネタ発言集
- 告白寝間スペシャル

### 備考
- レギュラー時代の制作局であるABCは制作協力扱い[6]となり、同局では6月25日の深夜（24:22 - 25:22）に放送された。
- TBS系のチューリップテレビでも8月15日に放送され、テレビ高知でも9月11日に放送された。
- 本来、レギュラー時代のVTRでは森の出演シーンはカットされるのが通例であるが、同番組では、特例で森の出演シーンも放送された。

## 主な放送時間
| 期間    | 期間   | 放送時間（JST）     | 放送時間（JST）     |
| 期間    | 期間   | 関西ローカル        | 関東ローカル        |
| ------- | ------ | ------------------- | ------------------- |
| 1993.4  | 1994.9 | 日曜日13:45 - 14:15 | （放送なし）        |
| 1994.10 | 1995.9 | 土曜日24:50 - 25:50 | 土曜日16:00 - 16:55 |
| 1995.10 | 1996.3 | 火曜日24:37 - 25:37 | （放送なし）        |
| 1996.4  | 1996.9 | 火曜日24:37 - 25:37 | 土曜日13:00 - 13:55 |

再放送（関西ローカル）
- 1994年10月2日 - 1996年9月29日：日曜日14:00 - 15:00（JST）

## ネット局
| 放送対象地域   | 放送局             | 番組系列       | 備考                                                                     |
| -------------- | ------------------ | -------------- | ------------------------------------------------------------------------ |
| 近畿広域圏     | 朝日放送           | テレビ朝日系列 | （制作局）                                                               |
| 関東広域圏     | テレビ朝日         | テレビ朝日系列 |                                                                          |
| 北海道         | 北海道テレビ       | テレビ朝日系列 |                                                                          |
| 青森県         | 青森朝日放送       | テレビ朝日系列 |                                                                          |
| 岩手県         | 岩手朝日テレビ     | テレビ朝日系列 | 開局前のサービス放送にて最終回のみ放送。復活版はテレビ朝日と同時ネット。 |
| 宮城県         | 東日本放送         | テレビ朝日系列 |                                                                          |
| 秋田県         | 秋田朝日放送       | テレビ朝日系列 |                                                                          |
| 山形県         | 山形テレビ         | テレビ朝日系列 |                                                                          |
| 福島県         | 福島放送           | テレビ朝日系列 |                                                                          |
| 新潟県         | 新潟テレビ21       | テレビ朝日系列 | 1993年6月1日より火曜 17:30 - 18:00にて放送開始。                         |
| 長野県         | 長野朝日放送       | テレビ朝日系列 |                                                                          |
| 富山県         | チューリップテレビ | TBS系列        | 1996年4月5日より金曜17:00 - 17:54にて放送開始。                          |
| 石川県         | 北陸朝日放送       | テレビ朝日系列 | 1995年2月時点では木曜 17:00 - 18:00にて遅れネット。                      |
| 静岡県         | 静岡朝日テレビ     | テレビ朝日系列 |                                                                          |
| 中京広域圏     | 名古屋テレビ       | テレビ朝日系列 |                                                                          |
| 鳥取県・島根県 | 山陰中央テレビ     | フジテレビ系列 |                                                                          |
| 広島県         | 広島ホームテレビ   | テレビ朝日系列 |                                                                          |
| 山口県         | 山口朝日放送       | テレビ朝日系列 |                                                                          |
| 香川県・岡山県 | 瀬戸内海放送       | テレビ朝日系列 |                                                                          |
| 愛媛県         | 愛媛朝日テレビ     | テレビ朝日系列 | 1995年4月の開局からネット開始。                                          |
| 高知県         | テレビ高知         | TBS系列        |                                                                          |
| 福岡県         | 九州朝日放送       | テレビ朝日系列 |                                                                          |
| 長崎県         | 長崎文化放送       | テレビ朝日系列 |                                                                          |
| 熊本県         | 熊本朝日放送       | テレビ朝日系列 |                                                                          |
| 大分県         | 大分朝日放送       | テレビ朝日系列 |                                                                          |
| 宮崎県         | 宮崎放送           | TBS系列        |                                                                          |
| 鹿児島県       | 鹿児島放送         | テレビ朝日系列 |                                                                          |
| 沖縄県         | 琉球朝日放送       | テレビ朝日系列 | 1996年4月から最後の半年間だけ放送。                                      |
| 日本全域       | スカイ・A Sports   | CS放送         |                                                                          |